# 플레시아다피스
플레시아다피스(Plesiadapis)는 영장류와 비슷한 알려져 있는 가장 오래된 포유류 중 하나로, 약 5,800~5,500만년 전 경에 북아메리카와 유럽에 존재했다. 일종의 다람쥐와 조금 비슷하다. 플레시아디피스(Plesiadapis)는 아직 발톱을 가지고 있었고, 눈이 머리 양쪽에 위치하고 있었으며, 나무 위에서 보다 땅 위에서 더 빨리 움직일 수 있었지만, 과일과 나뭇잎을 먹이로 하면서 나무의 낮은 가지 위에서 오랫동안 시간을 보내기 시작하였다.
이 속은 아마 북아메리카에서 생겨났으며, 그린란드를 경유하여 유럽으로 이주했다. 이 속의 풍부함과 급속한 진화때문에, 플레시아다피스(Plesiadapis)의 종들은 팔레오세 후기 대륙성 퇴적물의 대상(帶狀) 분포와 대서양 양쪽의 동물구의 상관 관계에서 중요한 역할을 담당한다. 플레시아다피스속(Plesiadapis)의 주목할 만한 뼈 2점이, 이들 중 하나는 거의 완전한 형태, 프랑스의 메나트의 호수 퇴적층에서 발견되었다. 단단한 부분이 거의 보존되지 않았음에도 불구하고, 이 뼈는 일종의 탄소질 막(팔레오세 포유류의 특징 중 하나) 같은 머리카락과 피부의 잔해가 아직 남아 있다. 뼈의 상세한 부분은 프랑스 Cernay에서 발견된 화석이 더 잘 보존되어 있으며, 플레시아다피스(Plesiadapis) 화석이 포유류 중에서 가장 흔하게 발견된다. 플레시아다피스의 해골은 비교적 넓고 평평하며, 긴 주둥이와 설치류와 비슷한 턱과 이빨 그리고 어금니와 떨어져 분리된 갉는 긴 앞니가 있다. 안와골은 현세 영장류가 앞을 향하고 있어 3차원 시각을 가능한 것과는 달리, 아직 한쪽으로 향해 있다.
두개골은 오늘날의 표준적 크기에 비해서는 작지만, 예를 들어 당시의 발굽이 있는 포유류보다는 큰 편이다. 플레시아다피스는 끝이 강하게 구부러진 발톱이 있는 기동성있는 네발을 가지고 있으며, 메나트 유골은 아름답게 보존되어 털이 많은 긴 꼬리를 과시하고 있다. 과거에 플레시아다피스의 생존 방식에 대해 많은 논쟁이 있었다. 기어오르는 습관은 영장류와 관계가 있는 것으로 기대할 수 있지만, 그렇게 많은 수가 발견되는 것은 드물다. 이것과 기타 흔적에 기반을 두고, 일부 고생물학자들은 이들 동물들이 오늘날의 마모셋과 지상의 다람쥐들처럼, 주로 지상에서 살았다고 단정했었다. 그러나 플레시아다피스의 뼈에 대한 좀 더 최근의 조사는 플레시아다피스가 나무 다람쥐 또는 주머니쥐처럼 나무에서 사는 유대류와 비교될 수 있을 정도로 능숙하게 기어오르는 동물임이 확인되었다.